# Guillermo Fernández-Shaw Iturralde
Guillermo Fernández-Shaw Iturralde (Madrid, 26 de febrer de 1893 - Madrid, 17 d'agost de 1965) va ser un llibretista de sarsuela espanyol. Juntament amb Federico Romero va signar alguns dels millors llibrets del gènere, estrenats amb música dels més destacats compositors del primer terç del segle xx.

## Vida i obra
Fill de Carlos Fernández Shaw, i germà de Casto Fernández-Shaw, va continuar la carrera de son pare: va estudiar Dret i es va dedicar al periodisme, destacant però, com a autor teatral i, sobretot, com a llibretista d'obres musicals. Quan va morir era director de la Societat General d'Autors
Com a llibretista, col·laborà freqüentment amb Federico Romero Sarachaga, antic amic del seu pare. Amb ell va escriure els llibrets de:
- 1916. La canción del olvido, amb música de Josep Serrano
- 1923. Doña Francisquita, amb música d'Amadeu Vives
- 1923. El dictador, amb música de Rafael Millán Picazo
- 1926. El caserío, amb música de Jesús Guridi
- 1927. La villana, amb música d'Amadeu Vives
- 1928. La meiga, amb música de Jesús Guridi
- 1930. La rosa del azafrán, amb música de Jacinto Guerrero
- 1932. Luisa Fernanda, amb música de Federico Moreno Torroba
- 1934. La chulapona, amb música de Federico Moreno Torroba
- 1936. La tabernera del puerto, amb música de Pablo Sorozábal
- 1939. La malquerida, ópera amb música de Conrado del Campo
- 1951. La Lola se va a los puertos, sobre un text d'Antonio i Manuel Machado, amb música d'Ángel Barrios

Després de col·laborar amb Romero, encara va estrenar altres sarsueles escrites conjuntament amb son germà Rafael:
- 1951. El canastillo de fresas, amb música de Jacinto Guerrero
- 1953. El gaitero de Gijón, amb música de Jesús Romo
- 1957. María Manuela, amb música de Federico Moreno Torroba

A més, va traduir al castellà obres d'Edmond Rostand, Goethe o Schiller, a més d'escriure poesies i obres de teatre.

## Premis
- Va rebre la Legió d'Honor francesa.[2]
- 1950: Medalla del Cercle d'Escriptors Cinematogràfics al millor guió per La Revoltosa.[3]

## Fons
El Centre de Documentació i Museu de les Arts Escèniques conserva un repertori significatiu de sarsueles. Es poden trobar a les biblioteques del MAE.